# Скопско поле
Скопското поле е котловина в Северна Македония намираща се южно от Скопска Черна гора, източно от Шар, Жеден и Суха гора /от север на юг/, и северно от Водно и Якубица. На североизток и югоизток, скопското поле се разстиля широко към Жеглигово и Овче поле. 
Скопското поле е втората котловина по поречието на Вардар - след Полога. Средната надморска височина на скопското поле варира от 225 m до 281 m, като средната му надморска височина, с тази и на град Скопие, е 245 m. Общата му площ възлиза на 26.100 хектара. Скопското поле е център на Вардарската тектонска зона, което го прави уязвимо за земетресения.
Скопското поле, където се намира и столицата Скопие, е най-гъсто населения район в Северна Македония. Населението му възлиза на 571, 040 жители през 2011 г. То е населявано още от античността. Тук се е намирало античното Скупи.
Скопското поле, най-вече поради надморската си височина, е изключително плодородно с развито земеделие. На него се отглеждат всякакви видове зърнено-житни култури, плодове и зеленчуци. Характеризира се с преходноконтинентален климат със средиземноморско влияние.
Скопското поле е пресечна точка на пътищата кръстосващи Балканите още от античността. През средновековието, за кратко, тук се е намирала столицата на България. На него се пресичат паневропейски транспортни коридори с № 8 и № 10, като в източния му край се намира летище „Александър Велики“.